# Douk-douk

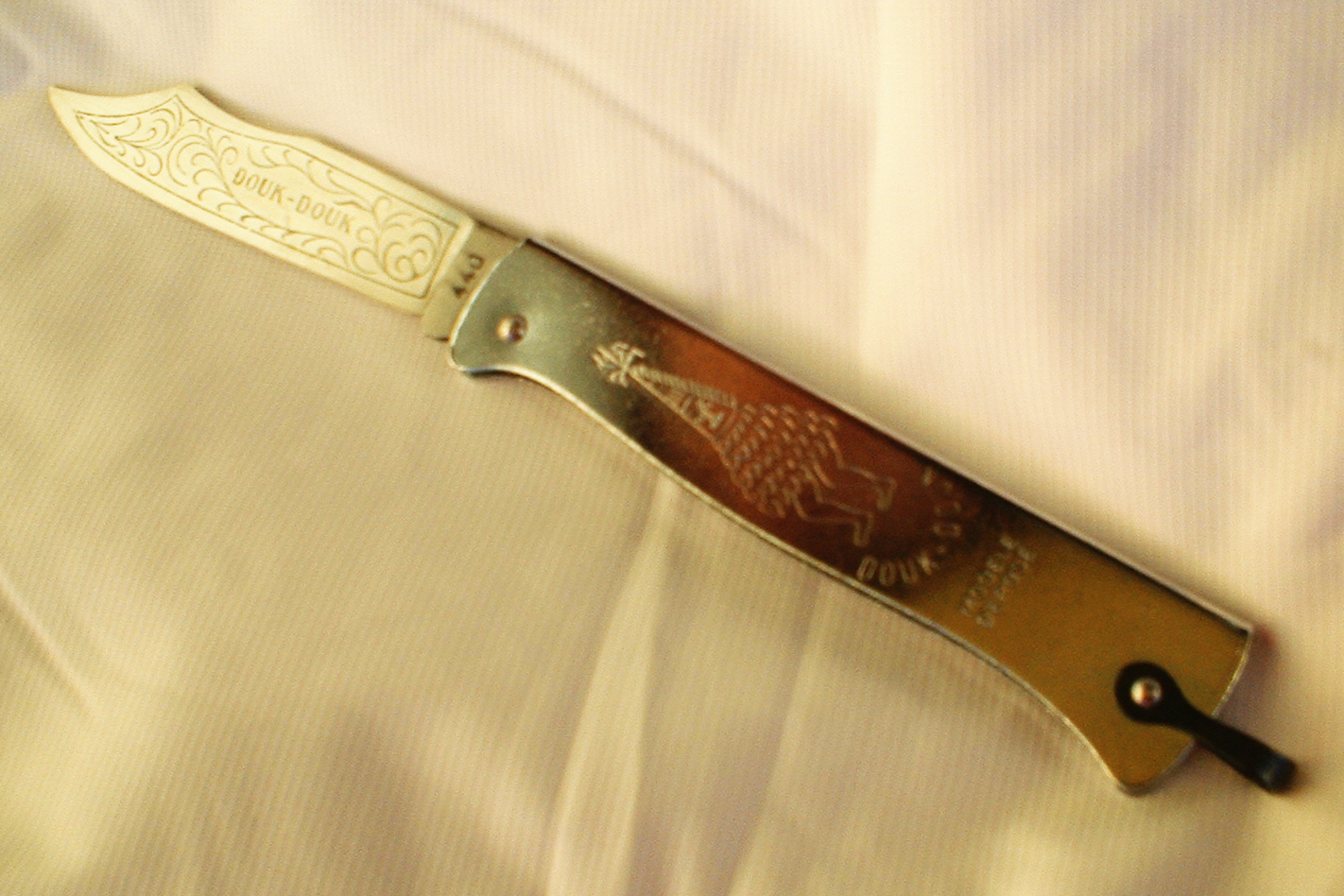
Douk-douk 200 mm.

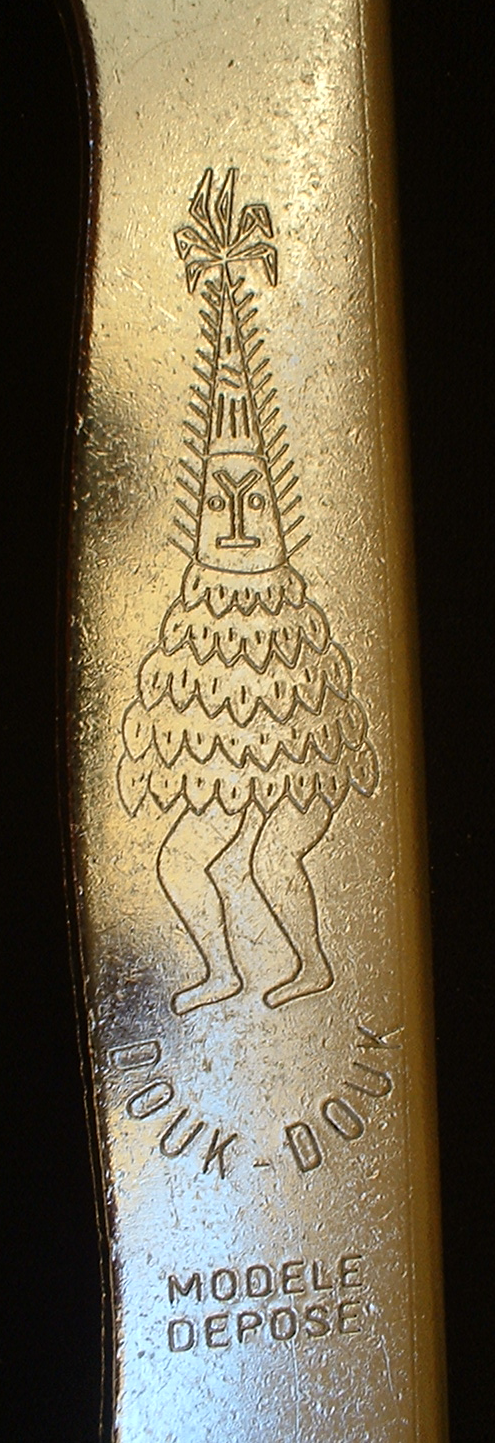
Le manche gravé d'un douk-douk.

Le douk-douk est un couteau de poche tout en métal, fabriqué depuis 1929 par la coutellerie « M.C.Cognet », à Thiers.
Le couteau douk-douk a été créé en 1929 pour le marché de l'Océanie. Sur le manche de ce couteau figure une représentation d'un douk-douk, qui est l'incarnation d'un esprit dans la culture mélanésienne. C'est le concepteur Gaspard Cognet qui choisit cet emblème en feuilletant un dictionnaire illustré.
Puis d'autres débouchés furent trouvés en Afrique du Nord, plus particulièrement en Algérie. Il se diffusa ensuite largement jusqu'en Afrique noire, avec les modèles dérivés, nommés « Baraka » et « Tiki ».
Il existe aussi le « ROYAL DRUMS ANCESTORS », dit RDA (Rassemblement Démocratique Africain, le parti d'Houphouët Boigny), fabriqué dans les années 1950, pour le marché africain.
Il a été fabriqué en quatre couleurs différentes (rouge, vert, jaune et bleu).
Le modèle Vendédouk conçu par F.Perrin, Laurent Bellini, Julien Moroselli et Elsa Fantino est fabriqué par la maison Cognet.

## Descriptif
C'est un couteau très simple, dont le talon carré de la lame le maintient ouvert ou mi-ouvert pour une bonne sécurité d'utilisation, mais sans cran d'arrêt, ne comportant que six pièces :
- le manche, formé d'une feuille de métal repliée, qui reste très mince ;
- la lame, à l'origine en acier au carbone, qui peut s'affûter facilement ; elle a une forme « à la turque », en cimeterre, avec un dos à bosses ; elle est décorée d'arabesques gravées à l'acide ;
- un ressort ;
- deux rivets ;
- une petite boucle d'accrochage (bélière) en métal.

Le douk-douk est simple à fabriquer et était bon marché, surtout en regard de ses qualités de robustesse et de légèreté. La coutellerie « M.C.Cognet » fabrique toujours ce couteau avec les mêmes méthodes qu'autrefois. Il existe différentes tailles ; de nos jours, la lame est en acier carbone ou en inox, au choix selon les modèles.

## Autres modèles
La société Cognet a réalisé des modèles pour des forums ou associations, ainsi que des armuriers :
- le forum Transalpage ;
- l'Association de Compagnons Passants Tailleurs de Pierre, avec Le Pierreux ;
- les coutelleries Armes Bastille et Courty, avec l'Akéreuil.

## Sources
- Gérard Pacella, Couteaux de nos Terroirs, Éditions de Borée, 2005 (ISBN 9782844943255), page 26